# Буда-Полидаровская
Буда-Полидаровская (укр. Буда-Полідарівська) — село, входит в Иванковский район Киевской области Украины.
Население по переписи 2001 года составляло 8 человек. Почтовый индекс — 07232. Телефонный код — 4591. Занимает площадь 1 км². Код КОАТУУ — 3222084602.

## Местный совет
07232, Київська обл., Іванківський р-н, с. Сидоровичі